# Persone di nome Brad
| Questa pagina contiene informazioni ricavate automaticamente dalle voci biografiche con l'ausilio del template Bio e di un bot. L'aggiornamento è periodico e automatico e ricostruisce completamente la pagina. Se manca una persona in questa lista, sei pregato di non aggiungerla, ma accertati piuttosto che la sua voce biografica contenga il template Bio e che i dati anagrafici siano correttamente compilati. Se il template Bio manca, inseriscilo tu stesso o, in alternativa, metti l'avviso {{tmp\|Bio}} che ne segnala la mancanza. Se i dati riportati sono sbagliati, correggi direttamente la voce biografica; le modifiche saranno visibili in questa lista entro pochi giorni. Per chiarimenti vedi il progetto antroponimi. La lista contiene solo le 82 persone che sono citate nell'enciclopedia e per le quali è stato implementato correttamente il template Bio. Pagina aggiornata al 16 ott 2024. |

Questa è una lista di persone presenti nell'enciclopedia che hanno il prenome Brad, suddivise per attività principale.

## Allenatori di calcio(1)
- Brad Wilson, allenatore di calcio e ex calciatore statunitense (Long Beach, n. 1972)

## Allenatori di football americano(1)
- Brad Childress, allenatore di football americano statunitense (Aurora, n. 1956)

## Allenatori di pallacanestro(2)
- Brad Greenberg, allenatore di pallacanestro, dirigente sportivo e ex cestista statunitense (Plainview, n. 1954)
- Brad Jones, allenatore di pallacanestro e dirigente sportivo statunitense (Pittsburgh, n. 1969)

## Allenatori di tennis(1)
- Brad Gilbert, allenatore di tennis e ex tennista statunitense (Oakland, n. 1961)

## Alpinisti(1)
- Brad Gobright, alpinista statunitense (n. 1988 - † 2019)

## Animatori(1)
- Brad Booker, animatore, effettista e produttore cinematografico statunitense (Springfield, n. 1971)

## Artisti marziali misti(1)
- Brad Pickett, artista marziale misto britannico (Londra, n. 1978)

## Astisti(1)
- Brad Walker, astista statunitense (Aberdeen, n. 1981)

## Attori(15)
- Brad Beyer, attore statunitense (Waukesha, n. 1973)
- Brad Davis, attore e attivista statunitense (Tallahassee, n. 1949 - Los Angeles, † 1991)
- Brad Dexter, attore serbo (Goldfield, n. 1917 - Rancho Mirage, † 2002)
- Brad Dourif, attore e doppiatore statunitense (Huntington, n. 1950)
- Brad Euston, attore italiano (Torino, n. 1939 - Castelnuovo di Porto, † 1997)
- Brad Garrett, attore, comico e doppiatore statunitense (Los Angeles, n. 1960)
- Brad Johnson, attore statunitense (Tucson, n. 1959 - Fort Worth, † 2022)
- Brad Kane, attore, cantante e sceneggiatore statunitense (New Rochelle, n. 1973)
- Brad Kavanagh, attore, cantante e musicista britannico (Whitehaven, n. 1992)
- Brad Little, attore e cantante statunitense (n. 1964)
- Brad Loree, attore e stuntman canadese (Burnaby, n. 1960)
- Taylor Negron, attore statunitense (Glendale, n. 1957 - Los Angeles, † 2015)
- Brad Oscar, attore statunitense (Washington, n. 1964)
- Brad Renfro, attore statunitense (Knoxville, n. 1982 - Los Angeles, † 2008)
- Brad Silverman, attore statunitense (Glendale, n. 1966)

## Attori pornografici(2)
- Brad Armstrong, attore pornografico canadese (Toronto, n. 1965)
- Brad Patton, attore pornografico, pattinatore artistico su ghiaccio e personaggio televisivo australiano (Melbourne, n. 1972)

## Batteristi(1)
- Brad Wilk, batterista statunitense (Portland, n. 1968)

## Biblisti(1)
- Brad H. Young, biblista statunitense (Sapulpa, n. 1955)

## Calciatori(5)
- Brad Evans, ex calciatore statunitense (Phoenix, n. 1985)
- Brad Inman, calciatore australiano (Adelaide, n. 1991)
- Brad Knighton, ex calciatore statunitense (Hickory, n. 1985)
- Brad McKay, calciatore scozzese (Edimburgo, n. 1993)
- Brad Pirioua, calciatore francese (Lagny-sur-Marne, n. 2000)

## Canottieri(1)
- Brad Alan Lewis, ex canottiere statunitense (Los Angeles, n. 1954)

## Cantanti(1)
- Brad Sucks, cantante, bassista e chitarrista canadese (Ottawa, n. 1976)

## Cantautori(1)
- Brad Paisley, cantautore, chitarrista e doppiatore statunitense (Glen Dale, n. 1972)

## Cestisti(3)
- Brad Hoffman, ex cestista statunitense (n. 1953)
- Brad Loesing, cestista statunitense (Cincinnati, n. 1989)
- Brad Lohaus, ex cestista statunitense (New Ulm, n. 1964)

## Compositori(1)
- Brad Fiedel, compositore statunitense (New York, n. 1951)

## Drammaturghi(1)
- Brad Fraser, drammaturgo e sceneggiatore canadese (Edmonton, n. 1959)

## Fumettisti(3)
- Brad Anderson, fumettista statunitense (Jamestown, n. 1924 - † 2015)
- Brad Neely, fumettista, sceneggiatore e produttore televisivo statunitense (Fort Smith, n. 1976)
- Brad Rader, fumettista e sceneggiatore statunitense (Anchorage, n. 1959)

## Giocatori di baseball(1)
- Brad Brach, giocatore di baseball statunitense (Freehold Township, n. 1986)

## Giocatori di football americano(9)
- Brad Brennan, ex giocatore di football americano statunitense
- Brad Budde, ex giocatore di football americano statunitense (Detroit, n. 1958)
- Brad William Henke, giocatore di football americano e attore statunitense (Columbus, n. 1966 - † 2022)
- Brad Meester, ex giocatore di football americano statunitense (Iowa Falls, n. 1977)
- Brad Muster, ex giocatore di football americano statunitense (Novato, n. 1965)
- Brad Nortman, giocatore di football americano statunitense (Brookfield, n. 1989)
- Brad Robbins, giocatore di football americano statunitense (Westerville, n. 1998)
- Brad Smelley, giocatore di football americano statunitense (Tuscaloosa, n. 1989)
- Brad Sorensen, ex giocatore di football americano statunitense (Grand Terrace, n. 1988)

## Giocatori di poker(1)
- Brad Daugherty, giocatore di poker statunitense (Mountain Grove, n. 1951)

## Hockeisti su ghiaccio(1)
- Brad Richards, hockeista su ghiaccio canadese (Murray Harbour, n. 1980)

## Informatici(1)
- Brad Cox, informatico e matematico statunitense (Fort Benning, n. 1944 - Manassas, † 2021)

## Modelli(1)
- Brad Kroenig, supermodello statunitense (Saint Louis, n. 1979)

## Musicisti(1)
- Brad Stewart, musicista e compositore statunitense (Jacksonville)

## Nuotatori(1)
- Brad Bridgewater, ex nuotatore statunitense (n. 1973)

## Pianisti(1)
- Brad Mehldau, pianista statunitense (Jacksonville, n. 1970)

## Piloti automobilistici(1)
- Brad Benavides, pilota automobilistico statunitense (Florida, n. 2001)

## Piloti motociclistici(1)
- Brad Binder, pilota motociclistico sudafricano (Potchefstroom, n. 1995)

## Politici(2)
- Brad Henry, politico statunitense (Shawnee, n. 1963)
- Brad Wenstrup, politico statunitense (Cincinnati, n. 1958)

## Produttori cinematografici(1)
- Brad Wright, produttore cinematografico e sceneggiatore canadese (Toronto, n. 1961)

## Rapper(1)
- Scarface, rapper statunitense (Houston, n. 1970)

## Registi(3)
- Brad Anderson, regista, sceneggiatore e produttore cinematografico statunitense (Madison, n. 1964)
- Brad Furman, regista, sceneggiatore e produttore cinematografico statunitense (Filadelfia)
- Brad Peyton, regista, sceneggiatore e produttore cinematografico canadese (Gander, n. 1978)

## Sceneggiatori(1)
- Brad Ingelsby, sceneggiatore e produttore cinematografico statunitense (Berwyn, n. 1980)

## Sciatori alpini(2)
- Brad Hogan, ex sciatore alpino statunitense (n. 1979)
- Brad Spence, ex sciatore alpino canadese (Calgary, n. 1984)

## Scrittori(3)
- Brad Meltzer, scrittore e fumettista statunitense (n. 1970)
- Brad Parks, scrittore statunitense (New Jersey, n. 1974)
- Brad Steiger, scrittore, giornalista e ufologo statunitense (Fort Dodge, n. 1936 - Mason City, † 2018)

## Tennisti(3)
- Brad Drewett, tennista e dirigente sportivo australiano (Maclean, n. 1958 - Sydney, † 2013)
- Brad Guan, ex tennista australiano (n. 1958)
- Brad Pearce, ex tennista statunitense (Provo, n. 1966)

## Triatleti(1)
- Brad Beven, ex triatleta australiano (Mirriwini, n. 1969)

## Wrestler(1)
- Brad Greene, wrestler statunitense (Boone, n. 1983)

## Senza attività specificata(1)
- Brad Parscale (Topeka, n. 1976)